# Jan Gniński
Jan Gniński (1620 circa – 1685 circa) è stato un diplomatico e politico polacco.

## Biografia
Vicecancelliere della Corona dal 1681, fu voivoda di Malbork nel 1681, governatore di Chełm dal 1668 al 1680 e membro del Sejm. Nel 1671 fu inviato come ambasciatore presso lo zar di Russia Alessio Michajlovič. All'ambasceria si unì il viaggiatore italiano Ercole Zani. Gniński partecipò alle guerre polacco-svedesi e all'assedio di Vienna (1683) e fu ambasciatore presso l'Impero ottomano.